# Normanby

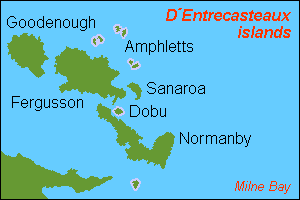
D'Entrecasteaux-eilanden

Normanby is een eiland in Papoea-Nieuw-Guinea. Het is het meest zuidoostelijke van de drie D'Entrecasteaux-eilanden (de andere zijn Goodenough en Fergusson). Normanby is 1036 km² groot en het hoogste punt is 1158 meter.

## Fauna
De Goldie's paradijsvogel (Paradisaea decora) is een endemische paradijsvogel op Normanby die verder alleen op Fergusson voorkomt.
De volgende zoogdieren komen er voor:
- Wild zwijn (Sus scrofa) (geïntroduceerd)
- Polynesische rat (Rattus exulans) (geïntroduceerd)
- Murexechinus melanurus
- Echymipera rufescens (onzeker; lokale populaties zijn mogelijk E. davidi)
- Notamacropus agilis
- Phalanger intercastellanus
- Petaurus breviceps
- Chiruromys forbesi
- Hydromys chrysogaster
- Paramelomys platyops
- Pogonomys fergussoniensis
- Rattus mordax
- Uromys caudimaculatus
- Dobsonia pannietensis
- Nyctimene major
- Pteropus conspicillatus
- Pteropus hypomelanus
- Syconycteris australis
- Hipposideros calcaratus
- Hipposideros cervinus
- Myotis adversus
- Pipistrellus angulatus